# واعيه
واعيه (بالصومالية: Waaciye)‏ هي إحدى مدن محافظة كركار في ولاية بونتلاند المتمتعة بالحكم الذاتي شمال شرق الصومال. أدرجت الحكومة الصومالية اسم بلدة واعيه ضمن المقاطعات الصومالية ال في عام 1990، إلا أن الحكومة انهارت قبل استكمال الإجراءات، ونتيجة لذلك ظل تصنيفها كمقاطعة معلقًا. بعد إنشاء حكومة بونتلاند في 1998 أعلنت عن اعتبار البلدة مقاطعة قائمة بذاتها.

## نظرة عامة
تقع بلدة واعية مركز مقاطعة واعية، في محافظة كركار التي كانت سابقا جزءا من محافظة بري، ويوجد في واعيه عدد من المؤسسات الأكاديمية. وتوجد في مقاطعة واعيه بشكل عام عشر مدارس ابتدائية، وفقًا لوزارة التعليم في حكومة بونتلاند، من بينها مدارس فاروق، وجُريلي، وخالد بن الوليد، وواعيه الابتدائية. كذلك توجد مدارس ثانوية منها مدرسة واعيه الثانوية.

## التركيبة السكانية
وصل عدد سكان مقاطعة واعيه عام 2011 إلى حوالي 27431 نسمة.

## روابط خارجية
- واعيه، الصومال